# 菅沼千紗
菅沼 千紗（すがぬま ちさ、7月29日 - ）は、日本の女性声優。大阪府出身。賢プロダクション所属。

## 経歴
3歳の頃からバレエを始め、踊ることが好きだったという。高校2年生まで続け、中学・高校時代には一番熱中していたという。
高校2年生の頃、声優になりたいと思ったという。『東京マグニチュード8.0』を視聴した時に深夜アニメの存在を初めて知り、「こんなにすばらしいアニメがあるんだ！」と大号泣したという。その後、様々な作品を見ていたうちにアニメの世界に飛び込もうと思ったという。また、『ポケットモンスター』が好きで、それに関連する仕事をすることも考えていたという。
アミューズメントメディア総合学院大阪校・声優タレント学科の卒業生で、2013年度、卒業式にてAMGエンタテインメント賞を受賞した。その後、スクールデュオ16期 を経て、2016年4月1日より賢プロダクションに所属。

## 人物
特技はクラシックバレエ、フラフープ。趣味は漫画を読む、ゲーム、動物の動画を見ること。
スクールデュオからの同期である弘松芹香と野村麻衣子とはよく遊んでいるという。
一人っ子である。

## 出演
太字はメインキャラクター。

### テレビアニメ
2014年
- 宇宙兄弟
- 幕末Rock

2017年
- ベルセルク（ハンナ、村人）
- 僕の彼女がマジメ過ぎるしょびっちな件（女子生徒）

2018年
- 僕のヒーローアカデミア（2018年 - 2024年、ラグドール、店員、女子児童） - 4シリーズ
- キラキラハッピー★ ひらけ!ここたま（宮谷すみれ）

2019年
- ちはやふる3（2019年 - 2020年、生徒、女子選手、女子）

2020年
- ドラえもん（テレビ朝日版第2期）（マッチ売りの少女）

2021年
- SK∞ エスケーエイト（女子大生）
- 月とライカと吸血姫（娘、少女）
- 舞妓さんちのまかないさん（2021年 - 2022年、舞妓）

2022年
- ダンス・ダンス・ダンスール（女子生徒D）
- もっと!まじめにふまじめ かいけつゾロリ（モデルD）
- ポケットモンスター（トリア）
- 咲う アルスノトリア すんっ!（ヘルファウスト）

2024年
- アイドルマスター シャイニーカラーズ（田中摩美々） - 2シリーズ

2025年
- 青春ブタ野郎はサンタクロースの夢を見ない（明日香）

### 劇場アニメ
- 映画 Go!プリンセスプリキュア Go!Go!!豪華3本立て!!!（2015年、妖精、住民たち）
- バースデー・ワンダーランド（2019年、女の子）

### ゲーム
2017年
- マヨナカ・ガラン（赤い少女）

2018年
- 進撃の巨人2（兵士、市民 他）
- アイドルマスター シャイニーカラーズ（2018年 - 2024年、田中摩美々）

2019年
- ポケモンマスターズ / EX（2019年 - 2023年、ホミカ）

2020年
- GALAXYz （ヴィオラ）
- 8 beat Story♪（ベル ）
- クイズRPG 魔法使いと黒猫のウィズ（ウイスプ・ファトス）
- 聖剣伝説3 TRIALS of MANA（ウンディーネ）
- おねがい、俺を現実に戻さないで! シンフォニアステージ（ウルルー オースピア）

2022年
- アイドルマスター スターリットシーズン（田中摩美々） - DLC追加キャラクター
- ユグドラ・レゾナンス（リア）
- 咲う アルスノトリア（ヘルファウスト）

2023年
- BLUE PROTOCOL（ミューリィ）
- ユグドラ・リバース（リア）
- アイドルマスター シャイニーカラーズ Song for Prism（2023年 - 2024年、田中摩美々）

2024年
- ブルーアーカイブ -Blue Archive-（2024年、鹿山レイジョ）

### 吹き替え
- クープ&キャミ どっちがイイ？（キャミ）
- THE ICEMAN 氷の処刑人（ベッツィ）
- TRANSPARENT（女子生徒）

### ASMR
- 距離感バグってる後輩～ゲー友後輩・楓～（2024年、望月楓）

### ラジオ
※はインターネット配信。
- 岩田光央・鈴村健一 スウィートイグニッション（2013年、ラジオ大阪・ニコニコ生放送※・超!A&G+※） - アシスタント[4]
- アイドルマスター シャイニーカラーズ はばたきラジオステーション（2018年 - 、ASOBI CHANNEL※） - 週替わりパーソナリティ
- THE IDOLM@STER MUSIC ON THE RADIO（2020年、ニコニコ生放送※） - アシスタントパーソナリティー

### テレビ番組
※はインターネット配信。
- 菅沼千紗の魅力に落ちる生放送（2019年 - 、ニコニコチャンネル※）[24]
- ちさこ、おなつのいい人では終わらさへんで!（2020年 - 、ニコニコ生放送※）[25]

### 舞台
- AMGプロジェクト大阪公演Vol.4【不思議の国のアリス】（2013年、アリス[26][2]）
- 八月のオリオン（2013年、海、ダンサー[2]）

### 映像商品
- 「THE IDOLM@STER SHINY COLORS 1stLIVE FLY TO THE SHINY SKY」Blu-ray（2019年）[27]
- バンダイナムコエンターテインメントフェスティバル 2days LIVE Blu-ray（2020年）[28]
- 「THE IDOLM@STER SHINY COLORS MUSIC DAWN」Blu-ray（2021年）[29]
- 「THE IDOLM@STER SHINY COLORS 2ndLIVE STEP INTO THE SUNSET SKY」Blu-ray（2021年）[30]
- 「THE IDOLM@STER SHINY COLORS 3rdLIVE TOUR PIECE ON PLANET / NAGOYA / TOKYO / FUKUOKA」Blu-ray（2022年）[31]  [32]  [33]
- 「THE IDOLM@STER SHINY COLORS 4thLIVE 空は澄み、今を越えて。」Blu-ray（2022年）[34]
- バンダイナムコエンターテインメントフェスティバル 2nd 2days LIVE Blu-ray（2023年）[35]
- THE IDOLM@STER M@STERS OF IDOL WORLD!!!!! 2023 Blu-ray PERFECT BOX!!!!!（2023年）[36]
- 「THE IDOLM@STER SHINY COLORS 5thLIVE If I_wings.」Blu-ray（2023年）[37]
- 283PRODUCTION SOLO PERFORMANCE LIVE「我儘なまま」Blu-ray（2024年）[38]
- THE IDOLM@STER SHINY COLORS 5.5th Anniversary LIVE「星が見上げた空」Blu-ray（2024年）[39]
- 「異次元フェス アイドルマスター★♥ラブライブ！歌合戦」Blu-ray（2024年）[40]

### その他コンテンツ
- LINEスタンプ『アイドルマスター シャイニーカラーズ』（2019年 - 2020年、田中摩美々） - 2作品
- PV『アポカリプス・ウィッチ 飽食時代の【最強】たちへ』（2019年、ナレーション[41]）

## ディスコグラフィ

### キャラクターソング
| 発売日   | 商品名                                                                               | 歌 | 楽曲 | 備考                                                                             |
| 2018年   | 2018年                                                                               | 2018年 | 2018年 | 2018年                                                                           |
| -------- | ------------------------------------------------------------------------------------ | --- | --- | -------------------------------------------------------------------------------- |
| 6月6日   | THE IDOLM@STER SHINY COLORS BRILLI@NT WING 01 Spread the Wings!!                     | シャイニーカラーズ | 「Spread the Wings!!」 「Multicolored Sky」 | ゲーム『アイドルマスター シャイニーカラーズ』テーマソング                        |
| 8月1日   | THE IDOLM@STER SHINY COLORS BRILLI@NT WING 03 バベルシティ・グレイス                 | アンティーカ | 「バベルシティ・グレイス」 「幻惑SILHOUETTE」 「Spread the Wings!!」 | ゲーム『アイドルマスター シャイニーカラーズ』関連曲                              |
| 12月19日 | THE IDOLM@STER SHINY COLORS SE@SONAL WINTER                                          | シャイニーカラーズ | 「SNOW FLAKES MEMORIES」 「Let's get a chance」 | ゲーム『アイドルマスター シャイニーカラーズ』関連曲                              |
| 2019年   |                                                                                      | | |                                                                                  |
| 3月9日   | THE IDOLM@STER SHINY COLORS SOLO COLLECTION -1stLIVE FLY TO THE SHINY SKY-           | 田中摩美々（菅沼千紗） | 「バベルシティ・グレイス」 | ゲーム『アイドルマスター シャイニーカラーズ』関連曲                              |
| 4月10日  | THE IDOLM@STER SHINY COLORS FR@GMENT WING 01                                         | シャイニーカラーズ | 「Ambitious Eve」 「いつか Shiny Days」 | ゲーム『アイドルマスター シャイニーカラーズ』関連曲                              |
| 6月12日  | THE IDOLM@STER SHINY COLORS FR@GMENT WING 03                                         | アンティーカ | 「NEO THEORY FANTASY」 「ラビリンス・レジスタンス」 「Ambitious Eve」 | ゲーム『アイドルマスター シャイニーカラーズ』関連曲                              |
| 8月18日  | THE IDOLM@STER SHINY COLORS SOLO COLLECTION -SUMMER PARTY 2019-                      | 田中摩美々（菅沼千紗） | 「幻惑SILHOUETTE」 | ゲーム『アイドルマスター シャイニーカラーズ』関連曲                              |
| 12月18日 | THE IDOLM@STER SHINY COLORS FUTURITY SMILE                                           | シャイニーカラーズ | 「FUTURITY SMILE」 「Spread the Wings!!」 | ゲーム『アイドルマスター シャイニーカラーズ』関連曲                              |
| 2020年   |                                                                                      | | |                                                                                  |
| 2月12日  | THE IDOLM@STER SHINY COLORS SWEET♡STEP                                               | シャイニーカラーズ | 「SWEET♡STEP」 「Multicolored Sky」 | ゲーム『アイドルマスター シャイニーカラーズ』関連曲                              |
| 3月21日  | THE IDOLM@STER SHINY COLORS SOLO COLLECTION -SPRING PARTY 2020-                      | 田中摩美々（菅沼千紗） | 「NEO THEORY FANTASY」 | ゲーム『アイドルマスター シャイニーカラーズ』関連曲                              |
| 4月8日   | THE IDOLM@STER SHINY COLORS GR@DATE WING 01                                          | シャイニーカラーズ | 「シャイノグラフィ」 「Dye the sky.」 | ゲーム『アイドルマスター シャイニーカラーズ』関連曲                              |
| 7月29日  | THE IDOLM@STER SHINY COLORS SOLO COLLECTION -2ndLIVE STEP INTO THE SUNSET SKY-       | 田中摩美々（菅沼千紗） | 「ラビリンス・レジスタンス」 | ゲーム『アイドルマスター シャイニーカラーズ』関連曲                              |
| 10月31日 | THE IDOLM@STER SHINY COLORS SOLO COLLECTION -MUSIC DAWN-                             | 田中摩美々（菅沼千紗） | 「SNOW FLAKES MEMORIES」 | ゲーム『アイドルマスター シャイニーカラーズ』関連曲                              |
| 11月4日  | THE IDOLM@STER SHINY COLORS GR@DATE WING 03                                          | アンティーカ | 「Black Reverie」 「純白トロイメライ」 「シャイノグラフィ」 | ゲーム『アイドルマスター シャイニーカラーズ』関連曲                              |
| 12月23日 | おねがい、俺を現実に戻さないで！ シンフォニアステージ VOCAL COLLECTION 01            | ファミーリア | 「上空リヴァーバレイション」 | ゲーム『おねがい、俺を現実に戻さないで！ シンフォニアステージ』関連曲            |
| 12月23日 | おねがい、俺を現実に戻さないで！ シンフォニアステージ VOCAL COLLECTION 01            | アユカワユウ（内山悠里菜）、リンドリットパフブリンガー（根本京里）、ウルルーオースピア（菅沼千紗） | 「CHANCE!」 | ゲーム『おねがい、俺を現実に戻さないで！ シンフォニアステージ』関連曲            |
| 2021年   |                                                                                      | | |                                                                                  |
| 2月17日  | THE IDOLM@STER SHINY COLORS COLORFUL FE@THERS -Luna-                                 | Team.Luna | 「リフレクトサイン」 | ゲーム『アイドルマスター シャイニーカラーズ』関連曲                              |
| 2月17日  | THE IDOLM@STER SHINY COLORS COLORFUL FE@THERS -Luna-                                 | 田中摩美々（菅沼千紗） | 「誰ソ彼アイデンティティー」 | ゲーム『アイドルマスター シャイニーカラーズ』関連曲                              |
| 2月24日  | BIBLION                                                                              | B.A.C | 「Silent World」 「Pious Bullets」 「UTOPIA」 「Blessing After Cataclysm」 | ゲーム『8 beat Story♪』関連曲                                                    |
| 4月14日  | THE IDOLM@STER SHINY COLORS L@YERED WING 01                                          | シャイニーカラーズ | 「Resonance⁺」 「Color Days」 | ゲーム『アイドルマスター シャイニーカラーズ』関連曲                              |
| 4月24日  | THE IDOLM@STER SHINY COLORS SOLO COLLECTION -3rdLIVE TOUR PIECE ON PLANET / TOKYO-   | 田中摩美々（菅沼千紗） | 「Black Reverie」 | ゲーム『アイドルマスター シャイニーカラーズ』関連曲                              |
| 5月29日  | THE IDOLM@STER SHINY COLORS SOLO COLLECTION -3rdLIVE TOUR PIECE ON PLANET / FUKUOKA- | 田中摩美々（菅沼千紗） | 「純白トロイメライ」 | ゲーム『アイドルマスター シャイニーカラーズ』関連曲                              |
| 6月9日   | THE IDOLM@STER SHINY COLORS L@YERED WING 03                                          | アンティーカ | 「abyss of conflict」 「革命進化論」 「Resonance⁺」 | ゲーム『アイドルマスター シャイニーカラーズ』関連曲                              |
| 12月1日  | THE IDOLM@STER STARLIT SEASON 01                                                     | 765PRO ALLSTARS、シャイニーカラーズ | 「Spread the Wings!!」 | ゲーム『アイドルマスター スターリットシーズン』関連曲                            |
| 2022年   |                                                                                      | | |                                                                                  |
| 1月19日  | THE IDOLM@STER STARLIT SEASON 02                                                     | シャイニーカラーズ | 「Multicolored Sky」 | ゲーム『アイドルマスター スターリットシーズン』関連曲                            |
| 2月14日  | THE IDOLM@STER SHINY COLORS SOLO COLLECTION -L@YERED WING part 1-                    | 田中摩美々（菅沼千紗） | 「abyss of conflict」 | ゲーム『アイドルマスター シャイニーカラーズ』関連曲                              |
| 2月14日  | THE IDOLM@STER SHINY COLORS SOLO COLLECTION -L@YERED WING part 2-                    | 田中摩美々（菅沼千紗） | 「革命進化論」 | ゲーム『アイドルマスター シャイニーカラーズ』関連曲                              |
| 3月2日   | THE IDOLM@STER STARLIT SEASON 03                                                     | シャイニーカラーズ | 「Ambitious Eve」 | ゲーム『アイドルマスター スターリットシーズン』関連曲                            |
| 3月2日   | THE IDOLM@STER STARLIT SEASON 03                                                     | 星井美希（長谷川明子）、萩原雪歩（浅倉杏美）、高槻やよい（仁後真耶子）、双海亜美 / 真美（下田麻美）、城ヶ崎美嘉（佳村はるか）、諸星きらり（松嵜麗）、伊吹翼（Machico）、桜守歌織（香里有佐）、小宮果穂（河野ひより）、田中摩美々（菅沼千紗）、奧空心白（田中あいみ）、亜夜（日高里菜） | 「全力★ドリーミングガールズ」 | ゲーム『アイドルマスター スターリットシーズン』関連曲                            |
| 4月13日  | THE IDOLM@STER SHINY COLORS PANOR@MA WING 01                                         | シャイニーカラーズ | 「虹の行方」 「Daybreak Age」 | ゲーム『アイドルマスター シャイニーカラーズ』関連曲                              |
| 4月23日  | THE IDOLM@STER SHINY COLORS Synthe-Side 01                                           | アンティーカ、ストレイライト | 「Killer×Mission」 | ゲーム『アイドルマスター シャイニーカラーズ』関連曲                              |
| 4月23日  | THE IDOLM@STER SHINY COLORS Synthe-Side 01                                           | 田中摩美々（菅沼千紗） | 「Killer×Mission」 | ゲーム『アイドルマスター シャイニーカラーズ』関連曲                              |
| 6月15日  | THE IDOLM@STER SHINY COLORS PANOR@MA WING 03                                         | アンティーカ | 「浮動性イノセンス」 「愚者の独白」 「虹の行方」 | ゲーム『アイドルマスター シャイニーカラーズ』関連曲                              |
| 12月7日  | THE IDOLM@STER SHINY COLORS OFF VOCAL COLLECTION 02                                  | Team.Luna | 「リフレクトサイン」 | ゲーム『アイドルマスター シャイニーカラーズ』関連曲                              |
| 2023年   |                                                                                      | | |                                                                                  |
| 1月18日  | THE IDOLM@STER SHINY COLORS WING COLLECTION -A side-                                 | シャイニーカラーズ | 「Spread the Wings!! -25 colors-」 「Ambitious Eve -25 colors-」 「シャイノグラフィ -25 colors-」 「Resonance⁺ -25 colors-」 「SNOW FLAKES MEMORIES -25 colors-」 「FUTURITY SMILE -25 colors-」 | ゲーム『アイドルマスター シャイニーカラーズ』関連曲                              |
| 1月18日  | THE IDOLM@STER SHINY COLORS WING COLLECTION -A side-                                 | アンティーカ | 「バベルシティ・グレイス（2023 Ver.）」 「NEO THEORY FANTASY（2023 Ver.）」 「Black Reverie（2023 Ver.）」 「abyss of conflict（2023 Ver.）」                                                    | ゲーム『アイドルマスター シャイニーカラーズ』関連曲                              |
| 2月8日   | THE IDOLM@STER SHINY COLORS WING COLLECTION -B side-                                 | シャイニーカラーズ | 「Multicolored Sky -25 colors-」 「いつか Shiny Days -25 colors-」 「Dye the sky. -25 colors-」 「Color Days -25 colors-」 「Let's get a chance -25 colors-」 「SWEET♡STEP -25 colors-」         | ゲーム『アイドルマスター シャイニーカラーズ』関連曲                              |
| 2月8日   | THE IDOLM@STER SHINY COLORS WING COLLECTION -B side-                                 | アンティーカ | 「幻惑SILHOUETTE（2023 Ver.）」 「ラビリンス・レジスタンス（2023 Ver.）」 「純白トロイメライ（2023 Ver.）」 「革命進化論（2023 Ver.）」                                                          | ゲーム『アイドルマスター シャイニーカラーズ』関連曲                              |
| 2月11日  | THE IDOLM@STER SHINY COLORS SOLO COLLECTION -M@STERS OF IDOL WORLD!!!!! 2023-        | 田中摩美々（菅沼千紗） | 「Let’s get a chance」 | ゲーム『アイドルマスター シャイニーカラーズ』関連曲                              |
| 3月18日  | THE IDOLM@STER SHINY COLORS SOLO COLLECTION -5thLIVE If I_wings. part1-              | 田中摩美々（菅沼千紗） | 「浮動性イノセンス」 | ゲーム『アイドルマスター シャイニーカラーズ』関連曲                              |
| 3月18日  | THE IDOLM@STER SHINY COLORS SOLO COLLECTION -5thLIVE If I_wings. part2-              | 田中摩美々（菅沼千紗） | 「愚者の独白」 | ゲーム『アイドルマスター シャイニーカラーズ』関連曲                              |
| 5月10日  | THE IDOLM@STER SHINY COLORS “CANVAS” 02                                              | アンティーカ | 「とある英雄たちの物語」 「Unsung Heroes」 「有彩色ユリイカ」 | ゲーム『アイドルマスター シャイニーカラーズ』関連曲                              |
| 7月22日  | THE IDOLM@STER SHINY COLORS SOLO COLLECTION -SOLO PERFORMANCE LIVE 我儘なまま Luna-  | 田中摩美々（菅沼千紗） | 「リフレクトサイン」 | ゲーム『アイドルマスター シャイニーカラーズ』関連曲                              |
| 10月18日 | THE IDOLM@STER SHINY COLORS Song for Prism 星の声                                    | シャイニーカラーズ | 「星の声」 | ゲーム『アイドルマスター シャイニーカラーズ Song for Prism』テーマソング         |
| 2024年   |                                                                                      | | |                                                                                  |
| 3月2日   | THE IDOLM@STER SHINY COLORS SOLO COLLECTION -6thLIVE TOUR Come and Unite! part1-     | 田中摩美々（菅沼千紗） | 「とある英雄たちの物語」 | ゲーム『アイドルマスター シャイニーカラーズ』関連曲                              |
| 3月2日   | THE IDOLM@STER SHINY COLORS SOLO COLLECTION -6thLIVE TOUR Come and Unite! part2-     | 田中摩美々（菅沼千紗） | 「Unsung Heroes」 | ゲーム『アイドルマスター シャイニーカラーズ』関連曲                              |
| 3月2日   | THE IDOLM@STER SHINY COLORS SOLO COLLECTION -6thLIVE TOUR Come and Unite! part3-     | 田中摩美々（菅沼千紗） | 「有彩色ユリイカ」 | ゲーム『アイドルマスター シャイニーカラーズ』関連曲                              |
| 4月10日  | THE IDOLM@STER SHINY COLORS ツバサグラビティ                                         | シャイニーカラーズ | 「ツバサグラビティ」 | テレビアニメ『アイドルマスター シャイニーカラーズ』オープニングテーマ            |
| 4月10日  | THE IDOLM@STER SHINY COLORS ツバサグラビティ                                         | アンティーカ | 「ツバサグラビティ」 | テレビアニメ『アイドルマスター シャイニーカラーズ』関連曲                        |
| 4月17日  | THE IDOLM@STER SHINY COLORS シャイニーPRオファー vol.1                               | 大崎甘奈（黒木ほの香）、市川雛菜（岡咲美保）、田中摩美々（菅沼千紗） | 「輝きにかわる」 | ゲーム『アイドルマスター シャイニーカラーズ』関連曲                              |
| 4月17日  | THE IDOLM@STER SHINY COLORS シャイニーPRオファー vol.1                               | 田中摩美々（菅沼千紗） | 「輝きにかわる」 | ゲーム『アイドルマスター シャイニーカラーズ』関連曲                              |
| 6月12日  | THE IDOLM@STER SHINY COLORS ECHOES 02                                                | アンティーカ | 「文明開化輪舞 -シティ・ハレルヤ-」 「秋の終わり、僕の記憶」 「Migratory Echoes」 | ゲーム『アイドルマスター シャイニーカラーズ』関連曲                              |
| 7月24日  | THE IDOLM@STER SHINY COLORS Song for Prism 時限式狂騒ワンダーランド / LINKs          | アンティーカ | 「時限式狂騒ワンダーランド」 | ゲーム『アイドルマスター シャイニーカラーズ Song for Prism』関連曲               |
| 7月27日  | THE IDOLM@STER SHINY COLORS LIVE FUN!! -Beyond the Blue sky part1-                   | 田中摩美々（菅沼千紗） | 「ツバサグラビティ」 | テレビアニメ『アイドルマスター シャイニーカラーズ』関連曲                        |
| 10月9日  | THE IDOLM@STER SHINY COLORS プリズムフレア                                           | シャイニーカラーズ | 「プリズムフレア」 | テレビアニメ『アイドルマスター シャイニーカラーズ 2nd season』オープニングテーマ |
| 10月9日  | THE IDOLM@STER SHINY COLORS プリズムフレア                                           | アンティーカ | 「プリズムフレア」 | テレビアニメ『アイドルマスター シャイニーカラーズ 2nd season』関連曲             |
| 10月30日 | THE IDOLM@STER SHINY COLORS Happy Surprise Trick!                                    | 田中摩美々（菅沼千紗）、白瀬咲耶（八巻アンナ）、杜野凛世（丸岡和佳奈）、大崎甜花（前川涼子）、和泉愛依（北原沙弥香） | 「Midnight parade!」 | テレビアニメ『アイドルマスター シャイニーカラーズ 2nd season』関連曲             |
| 10月30日 | THE IDOLM@STER SHINY COLORS Happy Surprise Trick!                                    | シャイニーカラーズ | 「Poison Berry Daughters」 | テレビアニメ『アイドルマスター シャイニーカラーズ 2nd season』関連曲             |
| 12月25日 | THE IDOLM@STER SHINY COLORS Over the prism                                           | アンティーカ | 「橙より未来」 | テレビアニメ『アイドルマスター シャイニーカラーズ 2nd season』関連曲             |
| 12月25日 | THE IDOLM@STER SHINY COLORS Over the prism                                           | シャイニーカラーズ | 「プリズムフレア -23 colors-」 | テレビアニメ『アイドルマスター シャイニーカラーズ 2nd season』関連曲             |
| 2025年   |                                                                                      | | |                                                                                  |
| 3月26日  | THE IDOLM@STER SHINY COLORS Song for Prism Real Mind Shakes / THE LAST PRIDE         | アンティーカ | 「THE LAST PRIDE」 | ゲーム『アイドルマスター シャイニーカラーズ Song for Prism』関連曲               |

### その他参加楽曲
| 発売日       | 商品名                                                                                            | 歌                   | 楽曲                                   | 備考                                                                             |
| ------------ | ------------------------------------------------------------------------------------------------- | -------------------- | -------------------------------------- | -------------------------------------------------------------------------------- |
| 2022年3月6日 | 「丸岡和佳奈・菅沼千紗の和び紗びじゅーおーむじん」テーマソング 和び紗び打ち上げじゅーおーむじん！ | 丸岡和佳奈、菅沼千紗 | 「和び紗び打ち上げじゅーおーむじん！」 | インターネット番組『丸岡和佳奈・菅沼千紗の和び紗びじゅーおーむじん』テーマソング |

### シリーズ一覧
1. ↑  第3期（2018年）、第4期（2019年 - 2020年）、第6期（2022年 - 2023年）、第7期（2024年）
2. ↑  1st season（2024年）、2nd season（2024年）[9]

### ユニットメンバー
1. 1 2  櫻木真乃（関根瞳）、風野灯織（近藤玲奈）、八宮めぐる（峯田茉優）、月岡恋鐘（礒部花凜）、田中摩美々（菅沼千紗）、白瀬咲耶（八巻アンナ）、三峰結華（成海瑠奈）、幽谷霧子（結名美月）、小宮果穂（河野ひより）、園田智代子（白石晴香）、西城樹里（永井真里子）、杜野凛世（丸岡和佳奈）、有栖川夏葉（涼本あきほ）、大崎甘奈（黒木ほの香）、大崎甜花（前川涼子）、桑山千雪（芝崎典子）
2. 1 2 3 4  月岡恋鐘（礒部花凜）、田中摩美々（菅沼千紗）、白瀬咲耶（八巻アンナ）、三峰結華（成海瑠奈）、幽谷霧子（結名美月）
3. 1 2 3  櫻木真乃（関根瞳）、風野灯織（近藤玲奈）、八宮めぐる（峯田茉優）、月岡恋鐘（礒部花凜）、田中摩美々（菅沼千紗）、白瀬咲耶（八巻アンナ）、三峰結華（成海瑠奈）、幽谷霧子（結名美月）、小宮果穂（河野ひより）、園田智代子（白石晴香）、西城樹里（永井真里子）、杜野凛世（丸岡和佳奈）、有栖川夏葉（涼本あきほ）、大崎甘奈（黒木ほの香）、大崎甜花（前川涼子）、桑山千雪（芝崎典子）、芹沢あさひ（田中有紀）、黛冬優子（幸村恵理）、和泉愛依（北原沙弥香）
4. ↑  櫻木真乃（関根瞳）、風野灯織（近藤玲奈）、八宮めぐる（峯田茉優）、月岡恋鐘（礒部花凜）、田中摩美々（菅沼千紗）、白瀬咲耶（八巻アンナ）、三峰結華（成海瑠奈）、幽谷霧子（結名美月）、小宮果穂（河野ひより）、園田智代子（白石晴香）、西城樹里（永井真里子）、杜野凛世（丸岡和佳奈）、有栖川夏葉（涼本あきほ）、大崎甘奈（黒木ほの香）、大崎甜花（前川涼子）、桑山千雪（芝崎典子）、芹沢あさひ（田中有紀）、黛冬優子（幸村恵理）、和泉愛依（北原沙弥香）、浅倉透（和久井優）、樋口円香（土屋李央）、福丸小糸（田嶌紗蘭）、市川雛菜（岡咲美保）
5. ↑  アユカワユウ（内山悠里菜）、リンドリットパフブリンガー（根本京里）、ウルルーオースピア（菅沼千紗）、メルブレイドビターミスト（風間万裕子）、ラルムスクルシェッロ（久住琳）、カレッカマリブラ（ほなみ）、ノア オリヴェリア（関口理咲）、ラニ（森山由梨佳）、ジュシ― ハイレン（川上ひろみ）、ディアマンテ リーンウェイブ（薄井友里）、ロッティドランギア（社本悠）、ニーナミスティリオン（松嶌杏実）、ラーラジュヌヴィエーヴル ファインスター三世（山根綺）、シホ（白砂沙帆）、ヤオリェンロオ（松下真緒）
6. ↑  風野灯織（近藤玲奈）、田中摩美々（菅沼千紗）、三峰結華（成海瑠奈）、幽谷霧子（結名美月）、杜野凛世（丸岡和佳奈）、大崎甜花（前川涼子）、和泉愛依（北原沙弥香）、福丸小糸（田嶌紗蘭）
7. ↑  アモル（田中美海）、クゥエル（楠木ともり）、ベル（菅沼千紗）
8. ↑  櫻木真乃（関根瞳）、風野灯織（近藤玲奈）、八宮めぐる（峯田茉優）、月岡恋鐘（礒部花凜）、田中摩美々（菅沼千紗）、白瀬咲耶（八巻アンナ）、三峰結華（成海瑠奈）、幽谷霧子（結名美月）、小宮果穂（河野ひより）、園田智代子（白石晴香）、西城樹里（永井真里子）、杜野凛世（丸岡和佳奈）、有栖川夏葉（涼本あきほ）、大崎甘奈（黒木ほの香）、大崎甜花（前川涼子）、桑山千雪（芝崎典子）、芹沢あさひ（田中有紀）、黛冬優子（幸村恵理）、和泉愛依（北原沙弥香）、浅倉透（和久井優）、樋口円香（土屋李央）、福丸小糸（田嶌紗蘭）、市川雛菜（岡咲美保）、七草にちか（紫月杏朱彩）、緋田美琴（山根綺）
9. ↑  天海春香（中村繪里子）、星井美希（長谷川明子）、如月千早（今井麻美）、高槻やよい（仁後真耶子）、萩原雪歩（浅倉杏美）、菊地真（平田宏美）、双海亜美 / 真美（下田麻美）、水瀬伊織（釘宮理恵）、三浦あずさ（たかはし智秋）、四条貴音（原由実）、我那覇響（沼倉愛美）、秋月律子（若林直美）
10. 1 2 3  白瀬咲耶（八巻アンナ）、小宮果穂（河野ひより）、杜野凛世（丸岡和佳奈）、大崎甘奈（黒木ほの香）、大崎甜花（前川涼子）、田中摩美々（菅沼千紗）
11. 1 2 3  櫻木真乃（関根瞳）、風野灯織（近藤玲奈）、八宮めぐる（峯田茉優）、月岡恋鐘（礒部花凜）、田中摩美々（菅沼千紗）、白瀬咲耶（八巻アンナ）、三峰結華（希水しお）、幽谷霧子（結名美月）、小宮果穂（河野ひより）、園田智代子（白石晴香）、西城樹里（永井真里子）、杜野凛世（丸岡和佳奈）、有栖川夏葉（涼本あきほ）、大崎甘奈（黒木ほの香）、大崎甜花（前川涼子）、桑山千雪（芝崎典子）、芹沢あさひ（田中有紀）、黛冬優子（幸村恵理）、和泉愛依（北原沙弥香）、浅倉透（和久井優）、樋口円香（土屋李央）、福丸小糸（田嶌紗蘭）、市川雛菜（岡咲美保）、七草にちか（紫月杏朱彩）、緋田美琴（山根綺）
12. 1 2 3 4 5 6 7 8 9 10 11  月岡恋鐘（礒部花凜）、田中摩美々（菅沼千紗）、白瀬咲耶（八巻アンナ）、三峰結華（希水しお）、幽谷霧子（結名美月）
13. ↑  芹沢あさひ（田中有紀）、黛冬優子（幸村恵理）、和泉愛依（北原沙弥香）
14. ↑  風野灯織（近藤玲奈）、田中摩美々（菅沼千紗）、三峰結華（希水しお）、幽谷霧子（結名美月）、杜野凛世（丸岡和佳奈）、大崎甜花（前川涼子）、和泉愛依（北原沙弥香）、福丸小糸（田嶌紗蘭）
15. ↑  櫻木真乃（関根瞳）、風野灯織（近藤玲奈）、八宮めぐる（峯田茉優）、月岡恋鐘（礒部花凜）、田中摩美々（菅沼千紗）、白瀬咲耶（八巻アンナ）、三峰結華（希水しお）、幽谷霧子（結名美月）、小宮果穂（河野ひより）、園田智代子（白石晴香）、西城樹里（永井真里子）、杜野凛世（丸岡和佳奈）、有栖川夏葉（涼本あきほ）、大崎甘奈（黒木ほの香）、大崎甜花（前川涼子）、桑山千雪（芝崎典子）、芹沢あさひ（田中有紀）、黛冬優子（幸村恵理）、和泉愛依（北原沙弥香）、浅倉透（和久井優）、樋口円香（土屋李央）、福丸小糸（田嶌紗蘭）、市川雛菜（岡咲美保）、七草にちか（紫月杏朱彩）、緋田美琴（山根綺）、斑鳩ルカ（川口莉奈）、鈴木羽那（三川華月）、郁田はるき（小澤麗那）
16. ↑  櫻木真乃（関根瞳）、風野灯織（近藤玲奈）、八宮めぐる（峯田茉優）、月岡恋鐘（礒部花凜）、田中摩美々（菅沼千紗）、白瀬咲耶（八巻アンナ）、三峰結華（希水しお）、幽谷霧子（結名美月）、小宮果穂（河野ひより）、園田智代子（白石晴香）、西城樹里（永井真里子）、杜野凛世（丸岡和佳奈）、有栖川夏葉（涼本あきほ）、大崎甘奈（黒木ほの香）、大崎甜花（前川涼子）、桑山千雪（芝崎典子）
17. 1 2  櫻木真乃（関根瞳）、風野灯織（近藤玲奈）、八宮めぐる（峯田茉優）、月岡恋鐘（礒部花凜）、田中摩美々（菅沼千紗）、白瀬咲耶（八巻アンナ）、三峰結華（希水しお）、幽谷霧子（結名美月）、小宮果穂（河野ひより）、園田智代子（白石晴香）、西城樹里（永井真里子）、杜野凛世（丸岡和佳奈）、有栖川夏葉（涼本あきほ）、大崎甘奈（黒木ほの香）、大崎甜花（前川涼子）、桑山千雪（芝崎典子）、芹沢あさひ（田中有紀）、黛冬優子（幸村恵理）、和泉愛依（北原沙弥香）
18. ↑  櫻木真乃（関根瞳）、風野灯織（近藤玲奈）、八宮めぐる（峯田茉優）、月岡恋鐘（礒部花凜）、田中摩美々（菅沼千紗）、白瀬咲耶（八巻アンナ）、三峰結華（希水しお）、幽谷霧子（結名美月）、小宮果穂（河野ひより）、園田智代子（白石晴香）、西城樹里（永井真里子）、杜野凛世（丸岡和佳奈）、有栖川夏葉（涼本あきほ）、大崎甘奈（黒木ほの香）、大崎甜花（前川涼子）、桑山千雪（芝崎典子）、芹沢あさひ（田中有紀）、黛冬優子（幸村恵理）、和泉愛依（北原沙弥香）、浅倉透（和久井優）、樋口円香（土屋李央）、福丸小糸（田嶌紗蘭）、市川雛菜（岡咲美保）